# Orotidine monophosphate
L’orotidine monophosphate (OMP), ou acide orotidylique (orotidylate sous forme ionisée) est un ribonucléotide pyrimidique, dernier intermédiaire de la biosynthèse de l'uridine monophosphate (UMP). Il est formé à partir d'orotate et de phosphoribosylpyrophosphate sous l'action de l'Orotate phosphoribosyltransférase.
Chez l'humain, c'est l'uridine monophosphate synthétase qui convertit l'OMP en UMP ; l'absence de cette enzyme sous forme fonctionnelle peut conduire à l'acidurie orotique.